# Gary Trousdale
Gary Allen Trousdale  (nacido el 8 de junio de 1960) es un animador, director, guionista y artista del guion gráfico estadounidense, conocido por haber dirigido películas como La bella y la bestia, El jorobado de Notre Dame y Atlantis: El imperio perdido. Todas con su compañero Kirk Wise.

## Primeros años
Trousdale planeo convertirse en un arquitecto, pero decidió en cambio a estudiar animación en CalArts, donde estudió durante tres años. Fue contratado en 1982 para diseñar guiones gráficos y animación. Luego se fue a trabajar el diseño de menús de los restaurantes y camisetas.

## Carrera
Trousdale fue contratado por Walt Disney Feature Animation en 1985 como un animador de efectos en El Caldero Mágico . Ganó auténtico protagonismo en su campo con el éxito de su debut como director de la película de animación La bella y la bestia, el cual fue nominado para un Premio de la Academia a la Mejor Película y ganó un Premio LAFCA . Más tarde dirigió El Jorobado de Notre Dame en 1996. En 2001 dirigió Atlantis: El imperio perdido.
Se trasladó a DreamWorks Animation en 2003, donde trabajó en cortometrajes como Los pingüinos de Madagascar en una misión Navideña, Shreketefeliz Navidad y, más recientemente miedo Scared Shrekless.

## Filmografía
| Año  | Título                                             | Papel                                        | Notas                                          |
| ---- | -------------------------------------------------- | -------------------------------------------- | ---------------------------------------------- |
| 1989 | La sirenita                                        | Artista del guion gráfico                    |                                                |
| 1991 | La bella y la bestia                               | Director                                     | Dirigida con Kirk Wise                         |
| 1992 | Aladdín                                            | Preproducción desarrollo de la historia: CGI |                                                |
| 1994 | El rey león                                        | Historia                                     |                                                |
| 1996 | El jorobado de Notre Dame                          | Director                                     | Dirigida con Kirk Wise                         |
| 2001 | Atlantis: El imperio perdido                       | Director, Historia                           | Dirigida con Kirk Wise                         |
| 2005 | Madagascar                                         | Artista del guion gráfico                    |                                                |
| 2005 | Los pingüinos de Madagascar en una misión Navideña | Director                                     | Cortometraje                                   |
| 2007 | Shreketefeliz Navidad                              | Director, Guionista                          | Cortometraje                                   |
| 2010 | Scared Shrekless                                   | Director, Guionista                          | Cortometraje, Dirigida con Raman Hui           |
| 2011 | Thriller Night                                     | Director                                     | Cortometraje                                   |
| 2011 | The Pig Who Cried Werewolf                         | Director                                     | Cortometraje                                   |
| 2014 | Rocky and Bullwinkle                               | Director                                     | Cortometraje                                   |
| 2014 | Las aventuras de Peabody y Sherman                 | Artista del guion gráfico                    |                                                |
| 2017 | La bella y la bestia                               | Consultor creativo                           | Adaptación Live-Action de su película animada. |